# Stepan (kocour)
Stepan (ukrajinsky Степан) je mourovatý kočičí influencer, který díky příspěvkům jeho ukrajinské majitelky Anny měl na sociálních sítích Instagram a TikTok v březnu 2022 přes milion sledujících. Narodil se v roce 2008 a ještě jako kotě byl v Charkově nalezen a adoptován Annou, která bydlela na sídlišti Saltivka. První video se Stepanem zveřejnila během pandemie koronaviru v roce 2020. Proslul fotografiemi, na kterých sedí se znuděným výrazem u stolu s nápojem. Jednu z nich například sdílela v listopadu 2021 na svém profilu Britney Spears. V březnu 2022, během ruské invaze na Ukrajinu, s majitelkou přečkal kvůli ostřelování dva dny ve sklepě, než odešli z Charkova – nejdříve do Polska a nakonec do Francie. V květnu převzal v Cannes ocenění World’s Top Influencers and Bloggers Award pro nejlepšího blogera či influencera za rok 2022. Z Francie Stepan pomohl vybrat zhruba 15 tisíc amerických dolarů (přes 300 tisíc korun) pro zoologické zahrady a organizace pečující o zvířata na Ukrajině. Na Ukrajinu, konkrétně do Lvova, se dvojice vrátila v září 2022.